# Campionati del mondo di ciclismo su strada 2014 - Cronometro maschile Elite
La cronometro maschile Elite dei Campionati del mondo di ciclismo su strada 2014 si svolse il 24 settembre 2014 con partenza ed arrivo a Ponferrada, in Spagna, su un percorso totale di 47,1 km. La medaglia d'oro fu vinta dal britannico Bradley Wiggins con il tempo di 56'25"52 alla media di 50,083 km/h, l'argento dal tedesco Tony Martin e a completare il podio ci fu l'olandese Tom Dumoulin.
Partenza per 64 ciclisti, dei quali 63 completarono la gara.

## Classifica (Top 10)
| Pos. | Corridore            | Squadra      | Tempo     |
| ---- | -------------------- | ------------ | --------- |
| 1    | Bradley Wiggins      | Gr. Bretagna | 56'25"52  |
| 2    | Tony Martin          | Germania     | a 26"23   |
| 3    | Tom Dumoulin         | Paesi Bassi  | a 40"64   |
| 4    | Vasil' Kiryenka      | Bielorussia  | a 47"92   |
| 5    | Rohan Dennis         | Australia    | a 57"74   |
| 6    | Adriano Malori       | Italia       | a 1'11"62 |
| 7    | Nélson Oliveira      | Portogallo   | a 1'21"63 |
| 8    | Anton Vorob'ëv       | Russia       | a 1'29"66 |
| 9    | Jan Bárta            | Rep. Ceca    | a 1'43"41 |
| 10   | Jonathan Castroviejo | Spagna       | a 1'44"20 |